# Tom Wright (ator)
Harold Thomas Wright, conhecido artisticamente como Tom Wright (Englewood, 29 de novembro de 1952), é um ator estadunidense.
Ator de séries americanas como NCIS, CSI: Crime Scene Investigation, Close to Home, Criminal Minds, Grimm e Star Trek: Enterprise, atuou em filmes de Hollywood, como Beyond the Lights, World Trade Center e Barbershop 2: Back in Business.
Sua carreira iniciou em 1970, quando participou da novela All My Children, seguidos de filmes como Exterminator 2 e Troop Beverly Hills, além da série 21 Jump Street.
Também participou de várias produções teatrais e em peças musicais na Broadway, recebendo duas indicações para o Tony Award.